# Christian Prosenik
Christian Prosenik (* 7. Juni 1968 in Wien) ist ehemaliger österreichischer Fußballspieler und heutiger -trainer.

## Karriere
Prosenik startete seine Karriere beim 1. Simmeringer SC, wechselte danach zum ATSV Fischamend und landete schließlich in der Bundesliga bei FK Austria Wien. 1995 wechselte er zu Austria Salzburg. Nach einem Jahr bei den Salzburger Violetten führte sein Weg wieder zurück nach Wien. Seine nächste Station war Rapid Wien. Von den Grün-Weißen aus wechselte er zum TSV 1860 München, spielte 19 mal in der deutschen Bundesliga und erzielte dabei ein Tor. 2001 kehrte er zur Austria zurück. Sein letzter aktiver Verein war der Wiener Sportklub. 2004 übernahm er als Trainer den niederösterreichischen Regionalligisten SV Schwechat. Seit Sommer 2005 ist er Nachwuchstrainer der U19 BNZ bei Rapid Wien. Seit 1. Jänner 2010 spielt Christian Prosenik wieder selbst Fußball, und zwar beim Wiener Traditionsverein SC Wacker Wien.
Christian Prosenik absolvierte insgesamt 24 Länderspiele für die Österreichische Fußballnationalmannschaft und erzielte dabei ein Tor. 
Er ist der Vater von Philipp Prosenik (* 1993), der ebenfalls ein Profifußballspieler ist.